# Geometra dieckmanni
Geometra dieckmanni är en fjärilsart som beskrevs av Ludwig Carl Friedrich Graeser 1889. Geometra dieckmanni ingår i släktet Geometra och familjen mätare. Inga underarter finns listade i Catalogue of Life.